# Grand River (Ohio)
Grand River és una població dels Estats Units a l'estat d'Ohio. Segons el cens del 2000 tenia 345 habitants.

## Demografia
Segons el cens del 2000, Grand River tenia 345 habitants, 122 habitatges, i 96 famílies. La densitat de població era de 242,2 habitants per km².
Dels 122 habitatges en un 33,6% hi vivien nens de menys de 18 anys, en un 68% hi vivien parelles casades, en un 2,5% dones solteres, i en un 21,3% no eren unitats familiars. En el 18,9% dels habitatges hi vivien persones soles el 7,4% de les quals corresponia a persones de 65 anys o més que vivien soles. El nombre mitjà de persones vivint en cada habitatge era de 2,83 i el nombre mitjà de persones que vivien en cada família era de 3,24.
Per edats la població es repartia de la següent manera: un 24,6% tenia menys de 18 anys, un 10,1% entre 18 i 24, un 30,7% entre 25 i 44, un 21,4% de 45 a 60 i un 13% 65 anys o més.
L'edat mediana era de 38 anys. Per cada 100 dones de 18 o més anys hi havia 103,1 homes.
La renda mediana per habitatge era de 45.000 $ i la renda mediana per família de 50.469 $. Els homes tenien una renda mediana de 39.063 $ mentre que les dones 28.000 $. La renda per capita de la població era de 17.217 $. Aproximadament el 4,1% de les famílies i el 5,9% de la població estaven per davall del llindar de pobresa.

## Poblacions més properes
El següent diagrama mostra les poblacions més properes.